# Cal March
Cal March és un edifici d'habitatges del municipi de Reus (Baix Camp), d'estil modernista i construït el 1905 probablement per Pere Caselles, inclòs en l'Inventari del Patrimoni Arquitectònic de Catalunya.

## Descripció
És un edifici entre mitgeres de planta baixa, tres pisos i terrat. Presenta cinc obertures balconeres a cada planta. Tenen balcó corregut els tres balcons centrals del primer pis i el conjunt de totes les cinc obertures de l'últim. La composició de les obertures allindanades no és igual per a totes les plantes, mentre que en el primer i segon pis tenen obertures envoltades per un plafó llis, en el cas de l'últim pis s'ha buscat una altra solució mitjançant petites cornises formades per motllures i semipilastres als muntants. El coronament de l'edifici es realitza amb una cornisa formada per la intercalació de buits i plens amb ornamentació floral, botons amb relleu i motllura, i una barana de ferro forjat que omple els buits interromputs.